# Кенгирбай би
Кенгирбай би (каз. Кеңгірбай би, до 1996 г. — Олжабай) — аул в Абайском районе Абайской области Казахстана. Административный центр и единственный населённый пункт Кенгирбайбийского сельского округа. Код КАТО — 633233100. Получил название в честь Кенгирбая Жандосулы.

## Население
В 1999 году население аула составляло 1237 человек (627 мужчин и 610 женщин). По данным переписи 2009 года, в ауле проживало 1039 человек (524 мужчины и 515 женщин).